# Uroš Korun
Uroš Korun (ur. 25 maja 1987 w Celje) – słoweński piłkarz występujący na pozycji obrońcy. Wychowanek NK Celje, w swojej karierze grał także w takich zespołach jak NK Zagorje, NK Rudar, NK Domžale oraz Piast Gliwice. Były reprezentant Słowenii do lat 21.